# موزه دانش و انرژی آمریکا
موزه دانش و انرژی آمریکا (انگلیسی: American Museum of Science and Energy) موزه ای است که در اوک ریج، ایالت تنسی آمریکا قرار دارد. این موزه یک موزه آموزشی برای کودکان و بزرگسالان نیز محسوب می‌شود. موزه دانش و انرژی آمریکا بیشتر به مباحث انرژی اتمی متمرکز شده‌است.